# رالف (داکوتای جنوبی)
رالف (به انگلیسی: Ralph) یک منطقهٔ مسکونی در ایالات متحده آمریکا است که در شهرستان هاردینگ، داکوتای جنوبی واقع شده‌است.